# نثار (علم النبات)

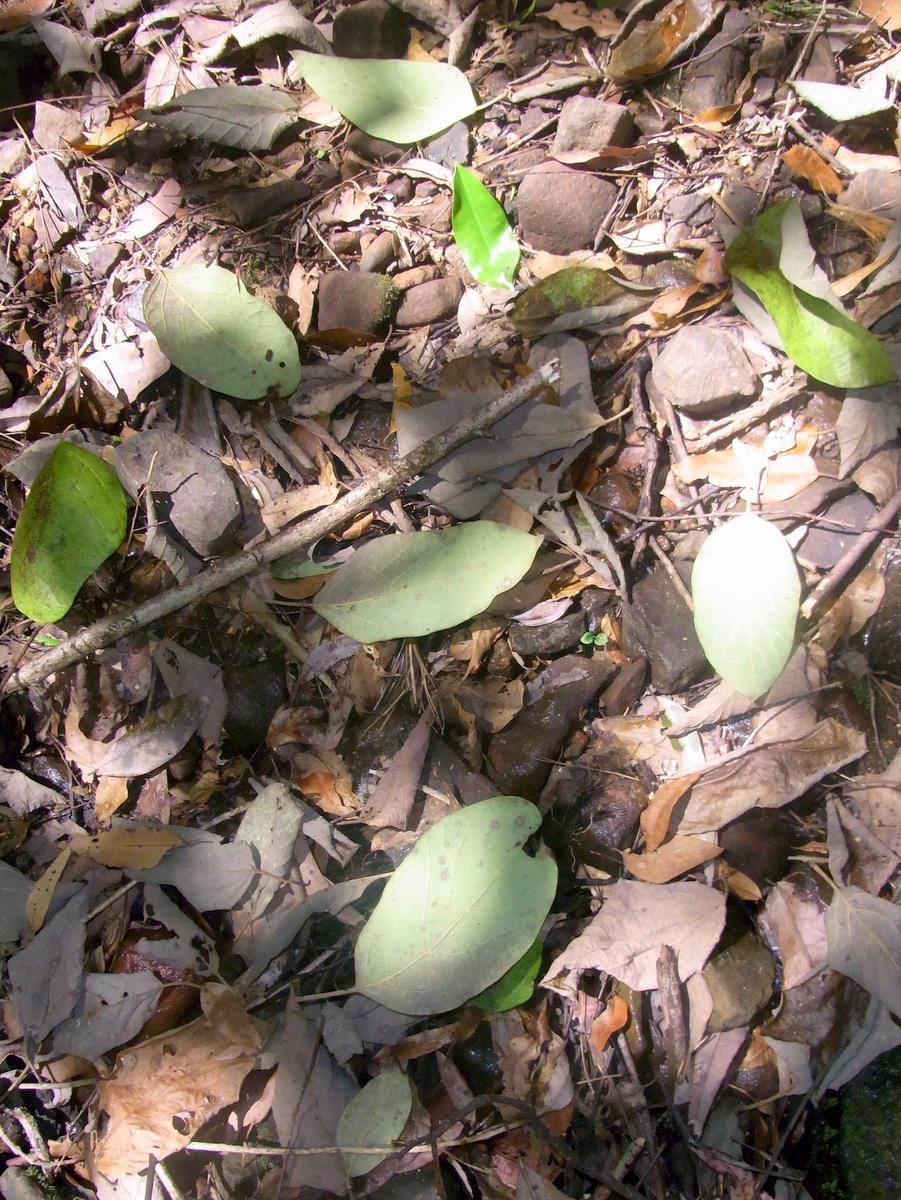
بقايا أو نفايات أوراق الزان الأبيض، غميلينا ليكارتي، من المنطقة المحمية في نيوساوث ويلز بأستراليا.

النثار أو البساط العضوي أو الفرش النباتي أو الفرش الحرجي أو الغطاء العضوي أو نفاية النبات (بالإنجليزية: Plant litter)‏ هي مواد النبات الميتة مثل الأوراق واللحاءات والغصينات والسيقان الورقية [الإنجليزية] التي سقطت على الأرض. يُضاف الحتات أو المواد العضوية الميتة ومكوناتها الغذائية إلى الطبقة العلوية من التربة والتي تعرف باسم طبقة النفايات أو أفق التربة. بقايا النبات عامل مهم في ديناميكيات النظام البيئي فهي دليل على إنتاجية بيئية ويمكن أن تكون مفيدة في التنبؤ بدورة المغذيات وخصوبة التربة الإقليمية.